# Per-Olof Söderman
Per-Olof Söderman (ur. 29 października 1932) – szwedzki żużlowiec, występujący również na torach lodowych.
Pomiędzy 1956 a 1966 r. pięciokrotnie zakwalifikował się do finałów indywidualnych mistrzostw świata, najlepszy wynik osiągając w 1956 r. w Londynie, gdzie zajął VII miejsce. Dwukrotnie uczestniczył w finałach drużynowych mistrzostw świata, zdobywając dwa złote medale (Wiedeń 1963, Malmö 1967). Dwukrotnie zdobył medale indywidualnych mistrzostw Szwecji: srebrny (Sztokholm 1957) oraz brązowy (Göteborg 1956).